# Producción de vainilla en la Polinesia Francesa

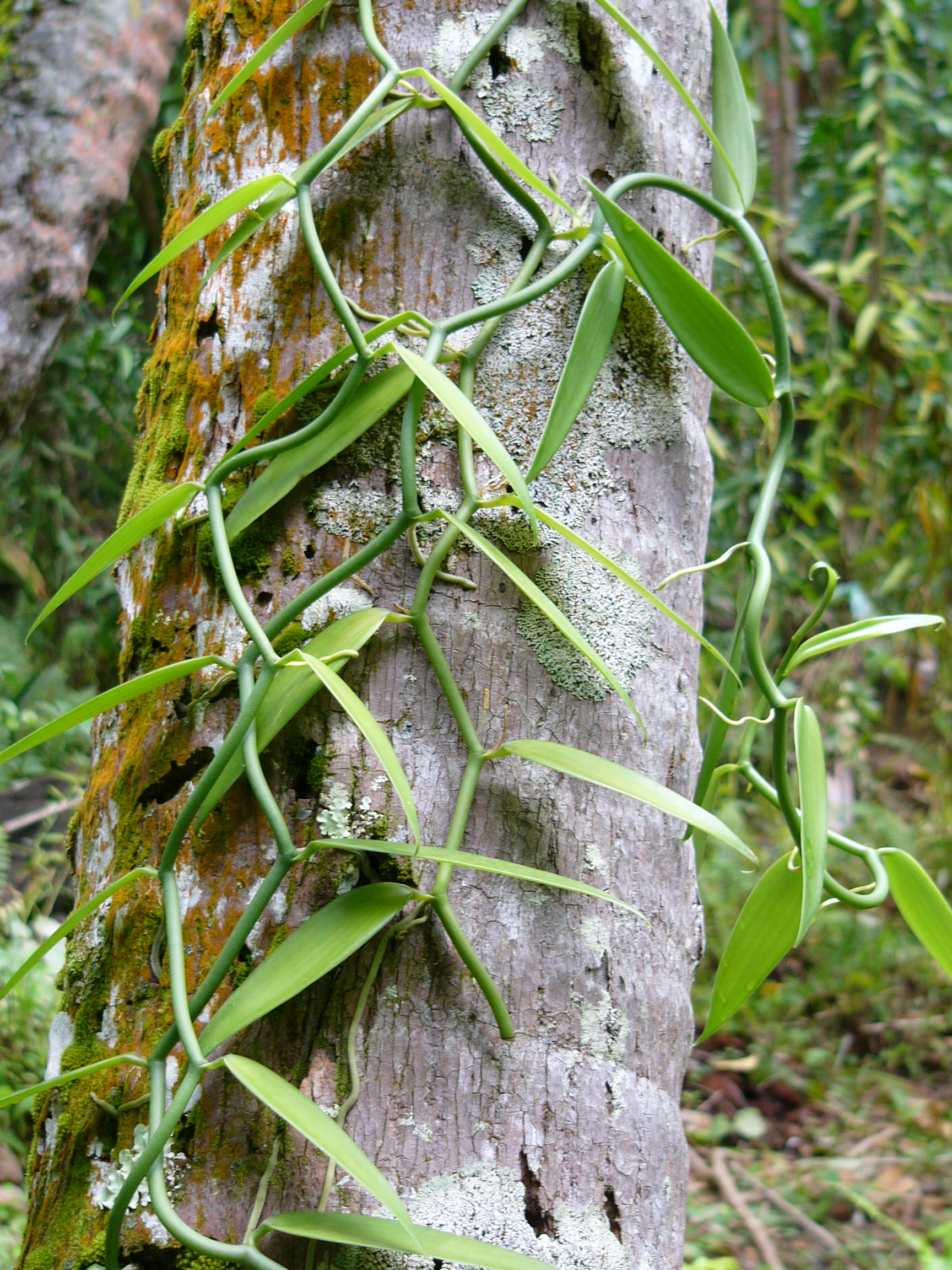
Vanilla tahitensis vines in Huahine, French Polynesia

La producción de vainilla en la Polinesia Francesa contribuye a la economía local, aunque fue un cultivo de exportación importante después de su introducción por los franceses en 1848, la vainilla ya no es un producto de exportación importante.
La vainilla fue introducida por primera vez en la Polinesia Francesa por los colonizadores franceses como un cultivo de exportación. Más tarde, se convirtió en un importante cultivo comercial en el desarrollo de la economía de la isla. A principios del siglo XX, la producción era mucho mayor que la actual, con 150-200 toneladas anuales y plantaciones que empleaban a un porcentaje considerable de la población. A lo largo de los años, su producción se ha visto influenciada por varios factores y ha disminuido de un máximo de 200 toneladas a un rendimiento de 60 toneladas en 2013. La mayor concentración de la variedad de vainilla 'Vanilla tahitensis. (Vainilla de Tahití) está situado en las Islas de la Sociedad. La isla de Tahaa, es conocida como la «Isla de la Vainilla», debido a su omnipresente aroma a vainilla, produce alrededor del 80% de toda la vainilla de la Polinesia Francesa.

## Antecedentes
Vanilla tahitensis (vainilla tahitiana), que es una variedad cruzada de la Vainilla planifola (vainilla mexicana y vainilla de Borbón) y Vinilla odorata (vainilla inflada), se produce en la Polinesia Francesa, especialmente en Tahití, y también Hawái. Sus vainas tienen menos semillas que el Vanilla planifolia, que no es un competidor directo. La vainilla mexicana se utiliza casi exclusivamente como base del extracto de vainilla, debido a los niveles más altos de vainillina. La vainilla de Tahití se utiliza principalmente en perfumes debido a su olor parecido al de coumarin.. Otros productos de vainilla de Tahití incluyen té verde de vainilla, aceite de vainilla, polvo de vainilla, ron de vainilla y vainilla a base de vinagre.: 101 

## Historia

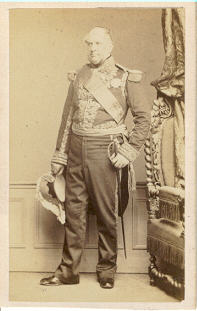
Admiral Hamelin.

La vainilla, originalmente un cultivo de endémico en Sudamérica, fue introducida en la Polinesia Francesa en 1848 por el Almirante Ferdinand-Alphonse Hamelin, un comandante francés en el Pacífico. El almirante entregó varias docenas de ejemplares de la planta en el jardín del gobernador de Tahití en Papeete.
Una nueva variedad de vainilla se desarrolló posteriormente en la zona y llegó a ser popularmente conocida como vainilla tahitiana. Esto tiene características especiales en comparación con las variedades como la Vainilla planifolia cultivada en otras partes del mundo, especialmente en lo que se refiere al sabor y al aroma. El resultado ha sido una mayor demanda de la variedad tahitiana.
La introducción ocurrió únicamente un año después de que Francia hizo de la Polinesia Francesa su protectorado, y durante los siguientes 40 años se convirtió en una importante exportación a los Estados Unidos, Francia y Gran Bretaña. Inicialmente, las plantaciones de vainilla eran propiedad de trasplantes franceses en tierra firme; más tarde, los tahitianos locales aprendieron los procesos y se convirtieron en los principales productores del cultivo, con familias nativas involucradas en su crecimiento de «semilla a vaina». Sin embargo, en el siglo XX, los chinos, que vinieron inicialmente como mano de obra para las plantaciones, se convirtieron en los principales actores en el procesamiento de la cosecha, la comercialización y la puesta a disposición del mercado internacional, aunque todavía algunas granjas son propiedad de personas de origen francés y nativo.

## Producción

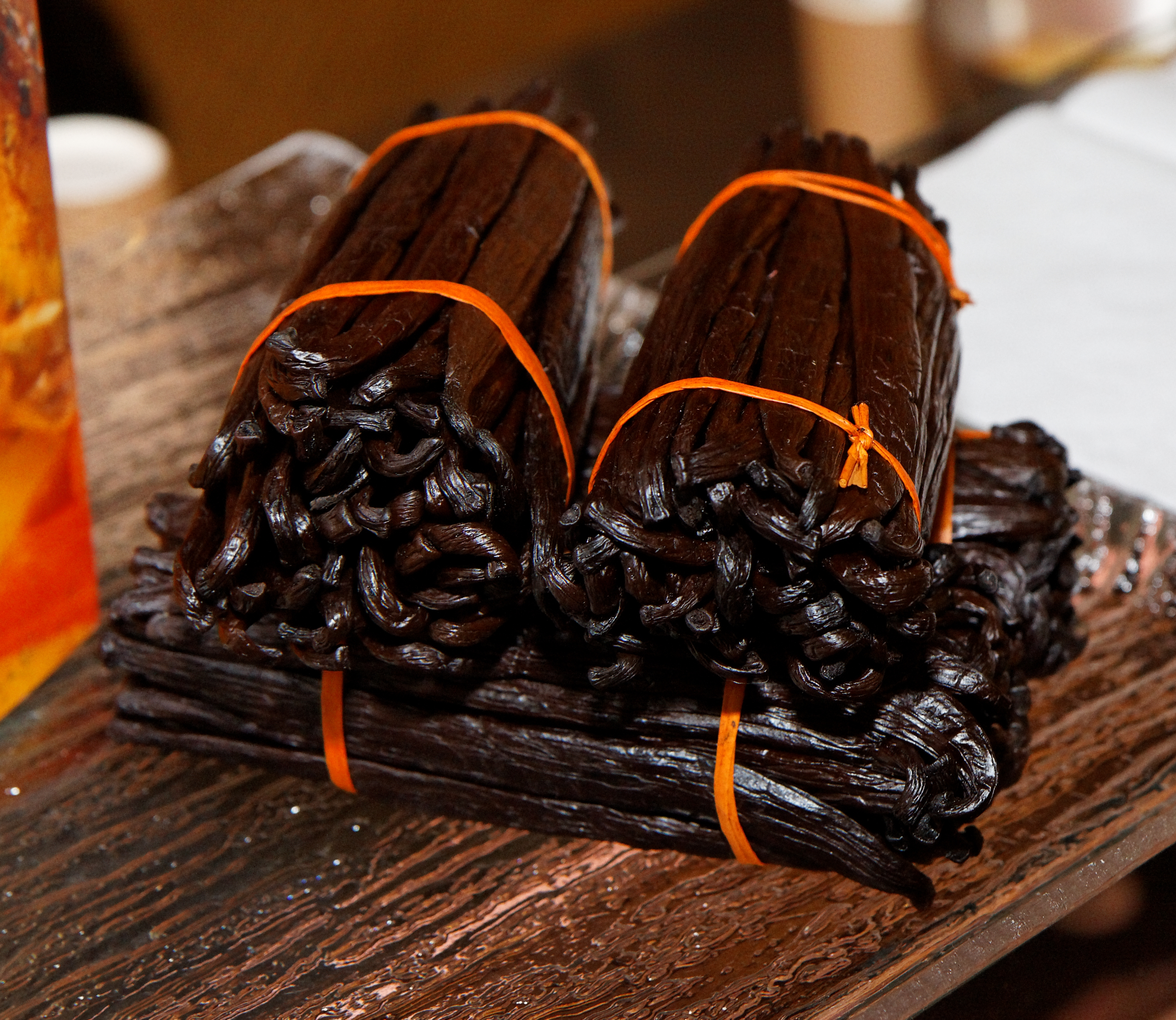
Producto de exportación de vainilla tahitiana.

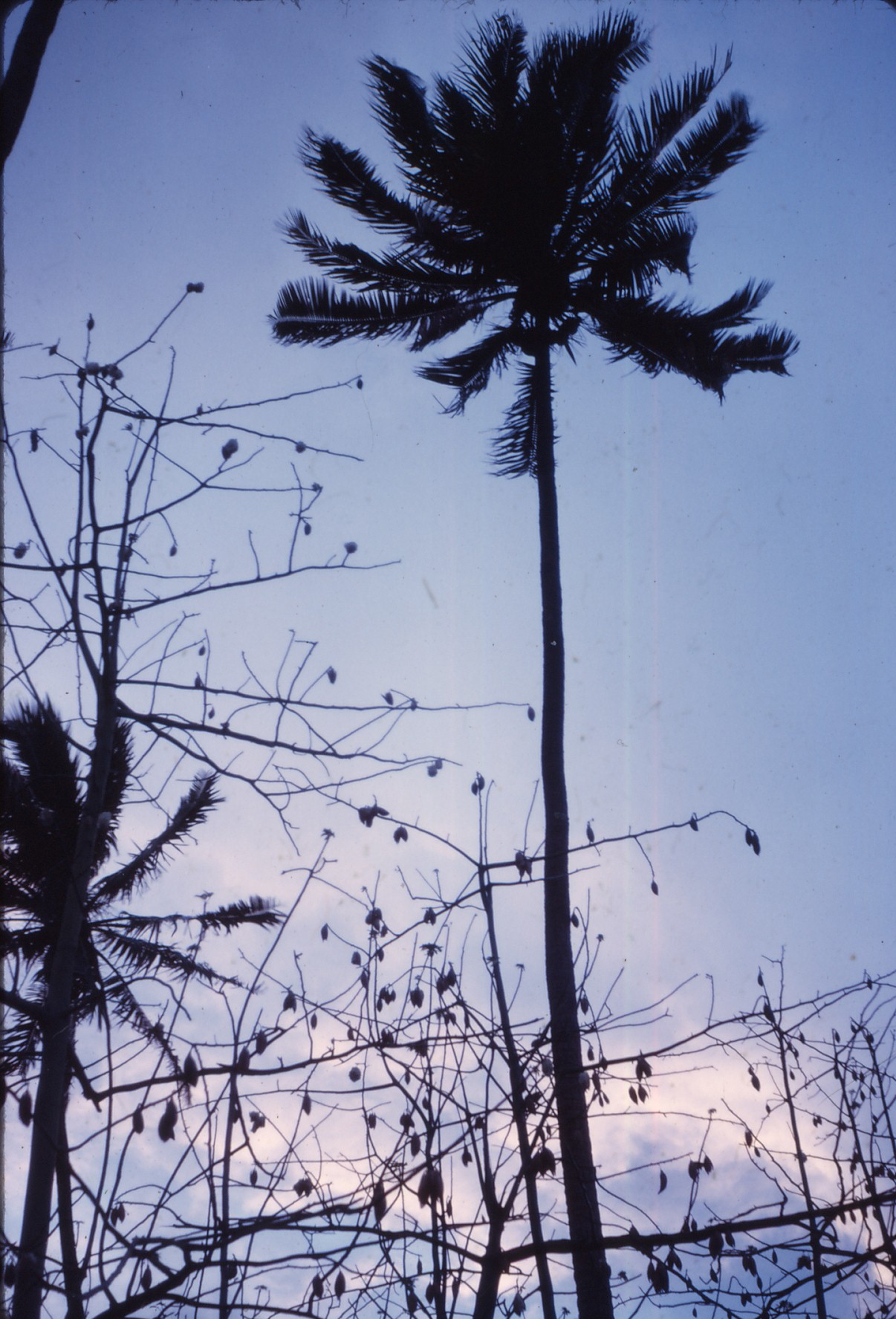
Plantas de vainilla en Tahaa.

La vainilla se cultiva en pequeñas parcelas de tierra tanto como un único cultivo como entre otros cultivos. Como necesita mucha agua para crecer, se cultiva en gran parte en el lado más lluvioso de la isla. Inicialmente, la vainilla se planta junto a pequeños árboles hasta que sus enredaderas alcanzan cierta altura, momento en el que se corta más cerca del suelo para que se extienda por el suelo. Empieza a florecer a los tres años; el período de floración es de julio a agosto.
La producción, realizada inicialmente para exportación, alcanzó un máximo de 200 toneladas en 1939. Pero disminuyó a aproximadamente a 125 toneladas (métricas) debido al inicio de la Segunda Guerra Mundial en 1945. Las exportaciones aumentaron gradualmente después de la guerra a 300 toneladas para 1949 pero luego comenzó a disminuir, con cerca de cuatro toneladas de exportación en 1985, ya que se volvió ineficaz para producir vainilla debido a la competencia internacional, los costos de transporte de la vainilla procesada, los tipos de cambio, el proteccionismo estatal, la fitopatología, la variada economía global, y la disponibilidad de variedades más baratas afectó la economía de la producción de vainilla en el área.
El Centre d'Experimentation du Pacifique (CEP) se creó con el objetivo de reactivar la economía. Se lanzó en 1962 para superar los inconvenientes a los que se enfrentaba la economía en general, siendo la producción de vainilla la piedra angular de la economía en ese momento. En un esfuerzo por estimular la innovación y las nuevas técnicas de cultivo, el énfasis se desplazó hacia el «cultivo en casas de sombra», con una mano de obra menos intensiva (debido al clima interior controlado), y la reducción de los productos químicos necesarios para la agricultura al aire libre. El crecimiento controlado resultó en un récord de exportación de 12 toneladas en 2010. En la actualidad, la producción se utiliza en gran medida a nivel local con el fin de que la vainilla tahitiana se convierta en un «símbolo de estatus de identidad cultural y de orgullo en la Polinesia». Las acciones promocionales instituidas por el gobierno para actuar sobre este orgullo e impulsar la producción de vainilla son muchas; incluso un postre servido por una aerolínea en la comida a bordo está realizado con vainilla tahitiana.
A partir de 2013, la producción de vainilla (FAO] récords para 2013) en la Polinesia Francesa (específicamente Tahití) representaba alrededor del 0,07% de la producción mundial total; se trataba de 60 toneladas de una superficie de 7 ha con un rendimiento de 13 hectogramos por hectárea, en comparación con las 3.500 toneladas producidas por las plantaciones de Madagascar y las 3.400 toneladas producidas en Indonesia.
Algunas plantaciones están abiertas al turismo; Maison de la Vanille por ejemplo, cerca de Haamene, permite a los visitantes ver los procesos de preparación y secado de la vainilla. La isla de Tahaa ofrece un tour, conducido por un equipo privado, que lleva a los visitantes a una de las plantaciones más antiguas y voluminosas, situada en bahía de Hurepiti.